# Fanny Leeb
Pour les articles homonymes, voir Leeb.
Fanny Leeb, née le 9 juin 1986 à Paris, est une chanteuse française, également auteur-compositrice.
Elle est la fille de Michel Leeb et la sœur de l'acteur Tom Leeb.

## Biographie
Fanny Leeb grandit dans un milieu artistique et se passionne très tôt pour la musique. Son baccalauréat en poche, elle rencontre en Suisse Keni Arifi, musicien avec qui elle écrit des chansons. Ils se produisent sur différentes scènes musicales (première partie d'I Muvrini entre autres).
En 2013, Fanny participe à la saison 2 de The Voice : La Plus Belle Voix et intègre l'équipe de Garou,. Dans la foulée, son premier album auto-produit, Travel, sort. Il est composé de 11 titres écrits en anglais, aux ambiances jazz et soul,.
En 2014, sort son EP Arrow, qu'elle présente dans différents festivals (Festival de Montreux),. Elle y rencontre Quincy Jones et part aux États-Unis pour préparer un nouvel album.
En 2016, sort son second album Heroes, aux teintes plus pop folk.
En janvier 2019, Fanny Leeb signe avec le label Decca Records chez Universal Music et prépare un nouvel album. En mai 2019, sort un premier titre, Fearless. La chanteuse apparaît le crâne rasé sur la pochette, en raison de son combat contre un cancer du sein.

## Discographie

### Albums
- 2013 : Travel
- 2014 : Arrow, EP
- 2016 : Heroes
- 2020 : The Awakening

### Singles
- 2013 : Famous
- 2016 : Daddy told me[14]
- 2019 : Fearless
- 2019 : Fire [15]